# Hebecephalus pugnus
Hebecephalus pugnus är en insektsart som beskrevs av Hamilton 1998. Hebecephalus pugnus ingår i släktet Hebecephalus och familjen dvärgstritar. Inga underarter finns listade i Catalogue of Life.